# Loretta Goggi in quiz
Loretta Goggi in quiz è stata una trasmissione televisiva di Rai 1 condotta da Loretta Goggi, andata in onda per due edizioni a partire dal 2 dicembre 1983 al 25 maggio 1984 e poi dal 22 novembre 1984 al 13 giugno 1985 alle ore 20:30. La prima edizione andava in onda nella prima serata del venerdì, mentre la seconda fu trasmessa in quella del giovedì. Si ricorda anche come il primo quiz della TV italiana ad essere condotto in solitaria da una donna.

## Il programma
Dallo studio 1 (1983/84) e poi dallo studio 2 della Fiera di Milano (1984/85), Loretta Goggi conduce un programma scritto e ideato da Luigi Albertelli e Fosco Gasperi, con i co-autori Pietro Galeotti e Emilio Uberti (regista) nell'anno 1983-84. Per il secondo anno 1984-85 scritto e ideato da Luigi Albertelli e Ivan Orano, con i co-autori Pietro Galeotti e Gianni Brezza (regista).
Il quiz era dedicato alla storia dello spettacolo in tutte le sue forme: la televisione, il teatro, la musica, la radio, il cinema, i fumetti, il fotoromanzo, l'opera, il balletto ed il fenomeno dello star-system.
Il quiz si articolava in quattro segmenti, corrispondenti alle operazioni matematiche (addizione, sottrazione, divisione e moltiplicazione). Il programma, nato da un'idea dell'allora direttore di Rai 1 Emmanuele Milano, è arricchito dai consueti numeri musicali, imitazioni e balletti della Goggi, coreografati da Gianni Brezza, che fungeva anche da valletto (e che diverrà regista della trasmissione nella seconda edizione) assieme a Memo Remigi, altra presenza fissa del programma ed un giovane Fabio Fazio, agli esordi come imitatore.
Le clip con le canzoni cantate da Loretta Goggi venivano registrate due giorni prima della messa in onda in cui la presentatrice era vestita esattamente con abiti, trucco e parrucco che avrebbe indossato durante la diretta del programma
Loretta Goggi in quiz coincideva con il ritorno in Rai della presentatrice dopo le due esperienze nelle TV private con gli show Hello Goggi in onda su Canale 5 nell'autunno 1981 e Gran Varietà in onda su Rete 4 (all'epoca di proprietà della Mondadori e non ancora facente parte del gruppo Fininvest) nella primavera 1983.
Lo show ottiene un grande riscontro di pubblico (punte di oltre 13 milioni di ascoltatori) riuscendo sempre a prevalere sul suo diretto competitor (Ciao Gente condotto da Corrado su Canale 5), tanto da vincere anche un Telegatto ed un Premio Positano TV Top nel 1984 come Miglior quiz, consolidando il successo della Goggi. Era inoltre il primo quiz realizzato in uno studio totalmente digitalizzato con apparecchiature altamente all'avanguardia per l'epoca, ed era anche un quiz i cui ruoli classici erano invertiti: qui infatti era una conduttrice donna ad essere affiancata da due valletti.
La sigla iniziale della prima edizione (1983/84) s'intitolava Starlight, ed era un tema musicale scritto dal maestro Vince Tempera; la sigla iniziale della seconda edizione (1984/85) s'intitolava Night fly ed era ispirata alle opere artistiche di Salvador Dalí ed era girata a tecnica mista tra esseri umani ed elementi animati. La sigla finale della prima edizione era la canzone Una notte così sostituita poi da Un amore grande, mentre nella seconda annata il programma veniva chiuso dalla canzone Notte all'opera, tutte eseguite da Loretta Goggi.

## Cast tecnico
- Regia di Emilio Uberti (prima edizione) e Gianni Brezza (seconda edizione)
- Scritto da Luigi Albertelli con Fosco Gasperi e Emilio Uberti (prima edizione) ed Ivan Orano (seconda edizione)
- Costumi di Angelo Poli
- Gli abiti della signora Goggi sono di Fendi (prima edizione) e Valentino (seconda edizione)
- Coreografie di Gianni Brezza
- Scenografia di Antonio Locatelli
- Direzione musicale di Vince Tempera
- Direzione della fotografia di Enzo Ghinassi
- Le sigle di testa sono realizzate dallo Studioemme di Renzo Martinelli con caricature di Marina Molino ed Enrico Liberatore
- I commenti musicali della sigla di testa Star light (prima edizione) e Night fly (seconda edizione) sono di Albertelli-Tempera
- Le sigle di coda Una notte così (Cassella-Savio) ed Un amore grande (Cassella-Savio) (prima edizione) e Notte all'opera (Cassella-Savio) (seconda edizione) sono cantate da Loretta Goggi